# غرفة دردشة

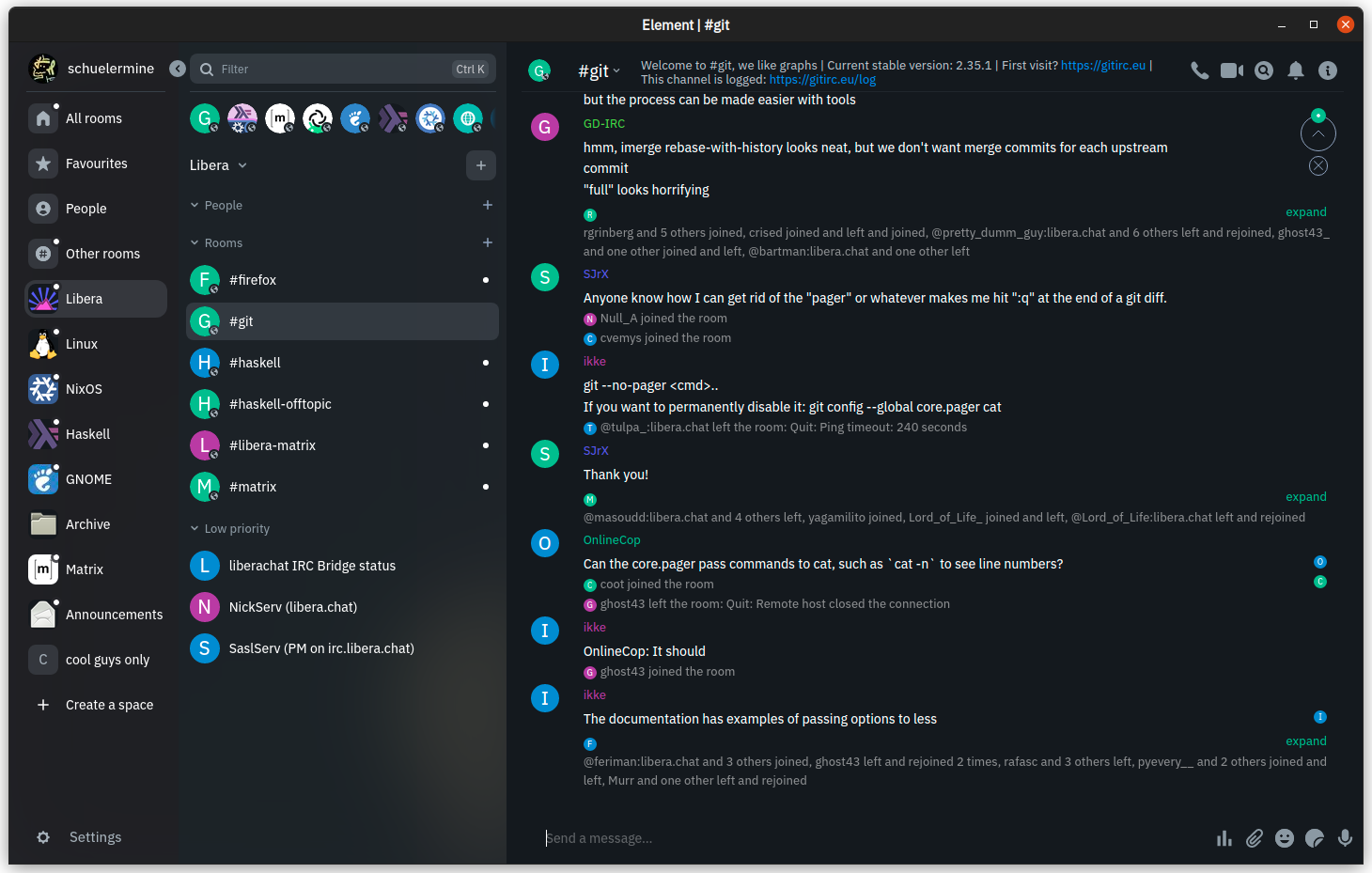
صورة لغرفة دردشة لأحد تطبيقات التواصل الاجتماعي

تستخدم غرفة الدردشة أو غرف المحادثة في المقام الأول عن طريق وسائل الاعلام لوصف أي شكل من اشكال المقابلات علي الإنترنت التي تكون علي هيئة موتمرات متزامنة (أي التحدث والمناقشة في نفس الوقت) أو تكون أحيانا غير متزامنة (كما في المنتديات).وبالتالي يمكن أن يعني هذا المصطلح أي تكنولوجيا تتراوح بين الدردشة عبر الإنترنت والرسائل الفورية عن طريق الايميلات والمنتديات الموجودة علي شبكة الإنترنت وبين الدردشة داخل البيئات الاجتماعية والتي يتوافر بها عنصر رؤية الاشخاص لبعضهم البعض أثناء التحدث.

## الدردشة القائمة علي الرسائل النصية
الدردشة علي الإنترنت هي وسيلة للاتصال بين الافراد الموجودين في نفس غرفة الدردشة عن طريق إرسال الرسائل النصية. بعض غرف الدردشة مثل ياهو! تستخدم كل من الرسائل النصية والصوتية في وقت واحد. وأقدم شكل من أشكال غرف الدردشة هي التي تعتمد رسائل نصية متنوعة. تقنية ال (talkomatic) وقد تم تطويرها ووضعها علي نظام ال plato تقريبا في عام 1974، حيث كان هناك مطالبة قوية بان يحتوي هذا النظام علي نموذج من غرف الدردشة التي تعتمد علي الرسائل النصية. وقد تم ملاحظة عام 1980 ظهور الدردشة القائمة علي الرسائل النصية علي طاولة المحادثات. وأفضل نوع من أنواع الدردشة هي الدردشة عن طريق الإنترنت حيث يطلق علي كل غرفة دردشة باسم قناة. ومن الملحوظ أيضا ان شعبية الدردشة عن طريق غرف الدردشة تضاءلت بمرو السنين مما افسح المجال للدردشة عن طريق الإنترنت بتوسعها وذلك لانها تتميز بارسال الرسائل الفورية.وقد لاحظ ان معظم الناس الذين يدخلون الي غرف الدردشة من الولايات المتحدة الأمريكية ومن مواقع الدردشة علي شبكة الإنترنت.
هناك أيضا واجهة المستخدم الرسومية (GUI) حيث تسمح غرف الدردشة القائمة علي الرسائل النصية للمستخدمين لاختيار بعض الايكونات التي تساعدهم علي تعديل من شكل الكلام المكتوب وبعض الخصائص الاخري التي تتعلق بتحسين شكل البيئة التي يتواصل من خلالها مع الافراد الاخرين.

## بيائات تصورية متعدة المستخدمين (Graphical multi-user environments)
يتم إضافة الصور والرسومات ذات البعدين (2D) أو ثلاث ابعاد (3D) داخل غرف الدردشة المرئية (حيث يتم توظيف تكنولوجيا الافتراضية المحسوسة)وهذه تتميز باستخدام التمثيل البياني للمستخدم (اي تجسيد الفكرة في هيئة صور) حيث يمكن ان تتحرك تلك الصور كخلفية أو تكون بيئة تصورية لغرفة الدردشة.
هذه العالم الافتراضي ليالي قادرة على إدماج عناصر مثل الألعاب (ولا سيما كثر على الانترنت لعبة ليالي والمواد التعليمية في معظم الأحيان التي وضعها أصحاب المواقع الفردية، الذين بصفة عامة هي ببساطة أكثر تقدما من المستخدمين للأنظمة. في البيئات الأكثر شعبية أيضا إتاحة المجال أمام المستخدمين لإنشاء أو بناء على المساحات الخاصة (profile).
بعض غرف الدردشة المرئية تتضمن أيضا وسائل الاتصالات السمعية والبصرية، بحيث يمكن للمستخدمين في الواقع ان يروا ويستخدموا بعضهم البعض. ومع ذلك، تجد بعض هذه الأنواع من بيئات مرهقة لاستخدام وفعليا تكون عقبة في سبيل الدردشة.

## انشطة غرف الدردشة
تستخدم غرف الدردشة في الأساس في تبادل المعلومات النصية مع مجموعة من المستخدمين الآخرين. اتاحة التكنولوجيا الحديثة تقنية تبادل الملفات واستخدام الكاميرا لكي يتمكن الافراد من روية بعضهم البعض أثناء الدردشة وذلك عن طريق وجود بعض البرامج لتحقيق هذة الأغراض. وقد اتاحة تقريبا (الدردشة عن طريق الإنترنت وخدمة إرسال الرسائل)للمستخدمين ان يرسلو أو يعرضوا صورهم. مع ارتفاع وافر في نشاط (Sexting)، حيث كان الافراد يرسلون صور عارية أو صورا جنسية فاضحة لأنفسهم إلكترونيا لكي ينظر إليها الاخرين، فقد أصبح شائعا بشكل متزايد في غرف الدردشة للمستخدمين لتبادل صور عارية أو جنسية.
بعض الناس الذين يزورون غرف الدردشة على استخدامها كمكان لتجربة الجنس على الإنترنت، والتي تعرف أيضا باسم سبرسإكس (cybersex) أو ما يسمي حب علي الكمبيوتر. في حين لم يكن ماديا قادرا على رؤية زوجاتهم، حيث السيبرانية كانت عبارة عن التحفيز عن طريق القراءة. في حين أن العديد من وسائل الاعلام في التركيز على هذا الجانب من غرف الدردشة لأنها بالتأكيد يعزز تصنيفاتها، فإن الأمر لا يعني ان هذا الشي الوحيد التي من اجلة يتم استخدام غرف الدردشة.في حين أن العديد من الناس يدخلون في «سبرسإكس» لأسباب كثيرة، فمن الصحيح أيضا أن الاشخاص الذين يستخدمون الإنترنت للتعدي الجنسي يستخدمون محادثات سبرسإكس كوسيلة من وسائل التعرف على الضحايا المحتملين.
الألعاب هي أيضا كثيرا ما لعبت في غرف الدردشة. أمثلة تاريخية هي (initgame) أو (Hunt the Wumpus) علي الدردشة

## القواعد السلوكية
وعادة ما يكون لغرف الدردشة قواعد صارمة التي كانت تتطلب من المستخدمين أن يتبعوها من أجل الحفاظ على سلامتهم وسلامة مستخدميها. ولا سيما في غرف الأطفال، وعادة ما تكون القواعد لا تسمح للمستخدمين استعمال اللغة الهجومية، أو لتعزيز بريد الكراهية والعنف وغيرها من القضايا السلبية. كذلك غرف الدردشة في كثير من الأحيان لا تسمح بعرض الاعلانات فيها، والتي باستمرار تملء الشاشة مع النص المتكرر. تعتبر الكتابة باستخدام زر ال (Caps Lock) يكون غير مشجع حيث يمكن ان يسبب صعوبة في القراءة
أحيانا ما يكون هناك مشرفين في بعض غرف الدردشة ليقوموا بالتحكم أو الحد من استخدام الخاصية الصوتية (وهذا ليس شائعا)أو عن طريق الحصول علي متطوعين كمشرفين داخل غرفة الدردشة لملاحظة سلوك الموجودين داخل غرفة الدردشة هل هو سلوك تخريبي أو لا.
حتى الآن، والأكثر شيوعا في غرف الدردشة ليست خاضعة للإشراف ويمكن للمستخدمين كتابة ما يختارونة أو ما تملية عليهم شخصيتهم.

## قضايا اللغة
حتى اليوم، لا يعرف إلا القليل نسبيا عن المحادثات التي تكون عبر الإنترنت.في حين أن هناك مجموعة متزايدة من المؤلفات حول التغير الاجتماعي اللغوي باللغة الفرنسية الآن على سبيل المثال وغيرها من أشكال الاتصال عبر الكمبيوتر (على سبيل المثال مناقشة المنتديات، المدونات، الخ) قد حظيت باهتمام أقل 

## المخاطر المتوقعة
وغالبا ما يتردد القصر علي غرف الدردشة، فإنهامن الممكن أن تسهل عليهمالاتصال الجنسي الغير مشروعة  على الرغم من الدراسات أظهرت أن هذه ليست عام أو شائعا، تدعو مجلة علم النفس الأمريكية الكثير من المخاوف من هذا الامر.

## وصلات خارجية
- اختصارات دردشة —معاني المختصرات المستخدمة في الدردشة على شبكة الإنترنت
- مراجعة العوالم لافتراضية  قائمة العوالم الافتراضية التي تحتفظ بها المجتمعات استشاري على شبكة الإنترنت
- برمجيات untangles ومناقشة غرف الدردشة

لمواقع الدردشة غرفة، انظر Chat room على مشروع الدليل المفتوح